# Terpios cruciata
Terpios cruciata är en svampdjursart som först beskrevs av Arthur Dendy 1905.  Terpios cruciata ingår i släktet Terpios och familjen Suberitidae.
Artens utbredningsområde är Sri Lanka. Utöver nominatformen finns också underarten T. c. depressa.